# Тъхечапи
Тъхечапи (на английски: Tehachapi) е град в окръг Кърн, щата Калифорния, САЩ. Тъхечапи е с население от 12 630 жители (по приблизителна оценка от 2017 г.) и обща площ от 24,8 km². Намира се на 1210 m надморска височина. ЗИП кодовете му са 93561, а телефонният му код е 661.